# Uniwersytet Hohenheim
Uniwersytet Hohenheim (Universität Hohenheim) – uniwersytet kampusowy położony jest w Stuttgarcie, w okręgu administracyjnym Plieningen, w dzielnicy Hohenheim. Większość uniwersyteckich wydziałów mieści się w zamku Hohenheim. Do najważniejszych i najbardziej znaczących należą wydziały: nauk rolnictwa, nauk przyrodniczych oraz komunikacji i gospodarki. Szczególnie dobrą renomę w rankingach niemieckich i światowych ma  wydział rolnictwa.